# José María López Piñero
José María López Piñero (Mula, Murcia, 14 de junio de 1933 - Valencia, 8 de agosto de 2010) fue un médico e historiador de la ciencia español y un destacado especialista en el campo de la bibliometría médica. Especialista en Historia de la Medicina, fue discípulo de Pedro Laín Entralgo.

## Biografía
Fue fundador, en 1985, del Instituto de Historia de la Ciencia y la Documentación, centro mixto del Consejo Superior de Investigaciones Científicas (CSIC) y la Universidad de Valencia. Este centro es un instituto pionero en el estudio y desarrollo de la Bibliometría en España.
Estaba casado con María Luz Terrada Ferrandis, también historiadora de la ciencia y bibliómetra. 
Fue autor de los estudios Medicina moderna y sociedad española (siglos XVI-XIX), La introducción de la ciencia moderna en España, Diccionario histórico de la ciencia moderna en España y Orígenes históricos del concepto de neurosis, entre otras obras.
Se licenció en 1957 en Medicina en la Universidad de Valencia, donde se doctoró con premio extraordinario cuatro años más tarde. Desarrolló toda su carrera docente e investigadora en la Universidad de Valencia, convirtiéndose en catedrático de historia de la medicina primero y de historia de la ciencia a partir de la L.R.U. En esta misma universidad asumió diferentes cargos universitarios
Fue miembro fundador de la Sociedad Española de Historia de la Medicina, de la que ha sido presidente, y socio numerario de diversas instituciones internacionales, entre otras, la Gessellchaft für Wissenschaftsgeschichte, la Société Internationale pour l'Histoire de la Médecine, la Société Médico-Psychologique o la Interamerican Medical and Health Association. En 2005 fue investido como académico de la Real Academia de la Historia, sustituyendo a Juan Pérez de Tudela.
Falleció en Valencia el 8 de agosto de 2010. Sus restos fueron incinerados en el Crematorio del Cementerio General de Valencia.

## Premios y reconocimientos
Entre las condecoraciones y premios que López Piñero recibió a lo largo de su carrera figuran la Gran Cruz de Sanidad, la Encomienda con placa de Alfonso X el Sabio, el Premio Alberto Sols de Investigación Médica, la Alta Distinción de la Generalidad Valenciana, la Medalla de la Facultad de Medicina de Valencia, la Distinción Especial a la Investigación del I Centenario, la Medalla de Oro del Colegio Oficial de Médicos de Valencia y el nombramiento de Hijo Adoptivo de la Ciudad de Valencia.
Una avenida de la ciudad de Valencia lleva su nombre, la antigua Avenida del Saler a la cual el Ayuntamiento cambió su denominación en 2012 por la de Avenida del Profesor López Piñero, siendo una de las vías urbanas más relevantes de la ciudad ya que en la misma se ubican la Ciudad de las Artes y las Ciencias y la Ciudad de la Justicia.

## Obras
- José María López Piñero (2010) The work of John Hughlings Jackson: Parts 1 and 2. (Translated by G E Berrios) History of Psychiatry 21: 85-95; 224-236.
- José María López Piñero (1979). Ciencia y técnica en la sociedad española de los siglos XVI y XVII. Labor. ISBN 84-335-1723-6.
- José María López Piñero, María Luz Terrada Ferrandis (2000). Introducción a la Medicina. Editorial Crítica. ISBN 9788484320456.
- José María López Piñero, María Luz Terrada (2005). Introducción a la terminología médica (2ª edición). Elsevier España. ISBN 9788445814390.
- José María López Piñero (2005). Pedro Laín Entralgo y la Historiografía Medica. Real Academia de la Historia. ISBN 9788496849136.
- José María López Piñero (1992). La anatomía comparada antes y después del darwinismo. Ediciones Akal. ISBN 9788476007440.
- José María López Piñero (2000). Breve historia de la medicina. Alianza Editorial. ISBN 9788420639536.
- José María López Piñero (1983) Historical Origins of the Concept of Neurosis (Translated by D. Berrios) Cambridge, Cambridge University Press.
- José María López Piñero, María Luz Terrada (1993). Veinte años de investigación bibliométrica en el Instituto de Estudios Documentales e Históricos sobre la Ciencia. Universitat de València. ISBN 9788437011622.
- J. M. López Piñero, T. F. Glick, V. Navarro Brotóns, E. Portela Marco (1983). Diccionario histórico de la ciencia moderna en España. Ediciones Península. ISBN 8429719547.
- José María López Piñero (1979). El arte de navegar en la España del Renacimiento. Editorial Labor, S.L. ISBN 84-335-0018-X.